# Deutscher Olympischer Ausschuß
Der Deutsche Olympische Ausschuß (DOA) war das Nationale Olympische Komitee Deutschlands vor dem Zweiten Weltkrieg.

## Geschichte
Seit 1917 war der deutsche Sport im Deutschen Reichsausschuß für Leibesübungen (DRA) organisiert. Aufgrund des Ersten Weltkriegs war Deutschland von den Sommerspielen 1920 und 1924 sowie von den Winterspielen 1924 ausgeschlossen.
Um die Wiedereingliederung Deutschlands in die olympische Familie zu forcieren, spaltete sich der DOA 1925 vom DRA ab. Trotz der nationalsozialistischen Eingliederung und Auflösung diverser Sportverbände durch die Nationalsozialisten bestand der DOA bis 1946. Geführt wurde er jedoch ab 1934 in Personalunion vom jeweiligen Reichssportführer, dem zugleich der Deutsche Reichsbund für Leibesübungen (DRL) unterstand. 1946 wurde der DOA aufgelöst.
Im Juni 1947 gründete sich unter Führung Adolf Friedrich zu Mecklenburgs ein neuer provisorischer Deutscher Olympischer Ausschuß, dem jedoch die internationale Anerkennung versagt blieb, da er keinen anerkannten Staat vertrat (die Bundesrepublik war noch nicht gegründet).
Nachdem im Mai 1949 die Konstituierung der Bundesrepublik vollzogen wurde, waren die Voraussetzungen für die Gründung eines NOKs gegeben. Am 24. September 1949 erfolgte folglich in Bonn die Gründung des Nationalen Olympischen Komitees für Deutschland, der Nachfolgeorganisation des DOA auf dem Gebiet der damaligen Bundesrepublik. 1951 gründete sich in der DDR das Nationale Olympische Komitee für Ostdeutschland (1965 umbenannt in Nationales Olympisches Komitee der DDR).